# Hana (可苦可樂單曲)
《hana》是可苦可樂的第4張數位單曲。於2015年4月20日由Warner Music Japan發售。

## 簡介
是可苦可樂專門為LOTTE Ghana巧克力所寫的歌曲。
出演了廣告的女演員土屋太鳳、松井愛莉、廣瀨鈴亦出演了音樂錄影帶。

## 收錄曲
- 作詞・作曲：小淵健太郎　編曲：可苦可樂

1. hana
LOTTE Ghana巧克力 廣告歌

## 外部連結
- hana（页面存档备份，存于）